# Moftinu Mic, Satu Mare
Moftinu Mic (în maghiară Kismajtény) este satul de reședință al comunei Moftin din județul Satu Mare, Transilvania, România.

## Personalități
- Camil Sălăgean (1873 - sec. al XX-lea), deputat în Marea Adunare Națională de la Alba Iulia 1918

## Istorie
În anul 1711, armatele austriece au infrant trupele principelui Francisc Rakozi II, fiind încheiată pacea de la Moftinu Mic.
 Acest articol despre o localitate din județul Satu Mare este deocamdată un ciot. Puteți ajuta Wikipedia prin completarea lui.